# Stigmus solskyi
Stigmus solskyi är en stekelart som beskrevs av Ferdinand Morawitz 1864.
Stigmus solskyi ingår i släktet Stigmus och familjen Crabronidae. Arten är reproducerande i Sverige.